# Arcidiocesi di Chattogram
L'arcidiocesi di Chattogram (in latino Archidioecesis Chittagongensis) è una sede metropolitana della Chiesa cattolica in Bangladesh. Nel 2023 contava 33.801 battezzati su 20.600.970 abitanti. È retta dall'arcivescovo Lawrence Subrato Howlader, C.S.C.

## Territorio
L'arcidiocesi comprende 9 distretti della divisione di Chittagong in Bangladesh: Chittagong, Cox's Bazar, Bandarban, Rangamati, Khagrachhari, Noakhali, Feni, Lakshmipur e Chandpur.
Sede arcivescovile è la città di Chittagong, dove si trova la cattedrale di Nostra Signora del Santo Rosario.
Il territorio si estende su 28.881 km² ed è suddiviso in 11 parrocchie.

### Provincia ecclesiastica
La provincia ecclesiastica di Chattogram, istituita nel 2017, comprende 2 suffraganee:
- la diocesi di Khulna, eretta con il nome di Jessore nel 1952;
- la diocesi di Barishal, eretta nel 2015.

## Storia
La diocesi di Chittagong fu eretta il 25 maggio 1927 con il breve In illis christiani di papa Pio XI, ricavandone il territorio dalla diocesi di Dacca (oggi arcidiocesi). Originariamente era suffraganea dell'arcidiocesi di Calcutta.
Il 3 luglio 1929 passò sotto la giurisdizione dei vescovi di Chittagong la parrocchia di Shibpur, che fino ad allora dipendeva dai vescovi di São Tomé di Meliapore in virtù dei diritti del padroado portoghese.
Il 9 luglio 1940 cedette una porzione del suo territorio a vantaggio dell'erezione della prefettura apostolica di Akyab (oggi diocesi di Pyay).
Il 15 luglio 1950 entrò a far parte della provincia ecclesiastica dell'arcidiocesi di Dacca e contestualmente ha ceduto il territorio di Sylhet alla stessa arcidiocesi di Dacca.
Il 17 gennaio 1952 cedette la porzione di territorio che si trovava in India a vantaggio dell'erezione della prefettura apostolica di Haflong (oggi diocesi di Aizawl).
Il 29 dicembre 2015 cedette un'ulteriore porzione di territorio a vantaggio dell'erezione della diocesi di Barisal (oggi diocesi di Barishal).
Il 2 febbraio 2017 fu elevata al rango di arcidiocesi metropolitana.
Il 28 dicembre 2018, immutato il latino, ha assunto la denominazione con l'attuale grafia.

## Cronotassi dei vescovi
Si omettono i periodi di sede vacante non superiori ai 2 anni o non storicamente accertati.
- Alfred-Arthur Le Pailleur, C.S.C. † (18 giugno 1927 - 8 marzo 1951 dimesso[6])
- Raymond Larose, C.S.C. † (20 marzo 1952 - 3 agosto 1968 dimesso[7])
- Joachim J. Rozario, C.S.C. † (3 agosto 1968 - 30 giugno 1994 dimesso)
- Patrick D'Rozario, C.S.C. (3 febbraio 1995 - 25 novembre 2010 nominato arcivescovo coadiutore di Dacca)
- Moses Costa, C.S.C. † (6 aprile 2011 - 13 luglio 2020 deceduto)
- Lawrence Subrato Howlader, C.S.C., dal 19 febbraio 2021

## Statistiche
L'arcidiocesi nel 2023 su una popolazione di 20.600.970 persone contava 33.801 battezzati, corrispondenti allo 0,2% del totale.
| anno | popolazione | popolazione | popolazione | presbiteri | presbiteri | presbiteri | presbiteri                | diaconi | religiosi | religiosi | parrocchie |
| anno | battezzati  | totale      | %           | numero     | secolari   | regolari   | battezzati per presbitero | diaconi | uomini    | donne     | parrocchie |
| ---- | ----------- | ----------- | ----------- | ---------- | ---------- | ---------- | ------------------------- | ------- | --------- | --------- | ---------- |
| 1950 | 11.888      | 12.891.650  | 0,1         | 27         | 6          | 21         | 440                       |         | 12        | 42        | 10         |
| 1970 | 13.053      | 13.600.000  | 0,1         | 27         | 7          | 20         | 483                       |         | 40        | 81        | 9          |
| 1980 | 17.557      | 23.000.000  | 0,1         | 22         | 13         | 9          | 798                       |         | 31        | 48        | 9          |
| 1990 | 18.250      | 20.686.883  | 0,1         | 24         | 8          | 16         | 760                       |         | 26        | 48        | 10         |
| 1999 | 23.689      | 25.529.062  | 0,1         | 25         | 13         | 12         | 947                       |         | 19        | 72        | 9          |
| 2000 | 25.129      | 26.039.640  | 0,1         | 25         | 12         | 13         | 1.005                     |         | 22        | 73        | 9          |
| 2001 | 25.547      | 28.500.000  | 0,1         | 25         | 12         | 13         | 1.021                     |         | 23        | 79        | 10         |
| 2002 | 26.352      | 29.070.000  | 0,1         | 26         | 11         | 15         | 1.013                     |         | 25        | 74        | 10         |
| 2003 | 28.206      | 29.600.000  | 0,1         | 28         | 12         | 16         | 1.007                     |         | 28        | 80        | 10         |
| 2004 | 29.212      | 30.000.000  | 0,1         | 24         | 12         | 12         | 1.217                     |         | 32        | 80        | 10         |
| 2006 | 31.813      | 31.200.000  | 0,1         | 30         | 14         | 16         | 1.060                     |         | 28        | 86        | 10         |
| 2013 | 40.596      | 35.308.680  | 0,1         | 38         | 20         | 18         | 1.068                     |         | 38        | 99        | 14         |
| 2015 | 48.917      | 19.188.306  | 0,2         | 18         | 10         | 8          | 2.718                     |         | 10        | 65        | 11         |
| 2016 | 29.760      | 19.447.000  | 0,2         | 22         | 12         | 10         | 1.352                     |         | 23        | 69        | 11         |
| 2019 | 32.046      | 20.195.233  | 0,2         | 28         | 15         | 13         | 1.144                     |         | 27        | 68        | 11         |
| 2021 | 32.947      | 20.195.233  | 0,2         | 25         | 13         | 12         | 1.317                     |         | 29        | 73        | 11         |
| 2023 | 33.801      | 20.600.970  | 0,2         | 29         | 13         | 16         | 1.165                     |         | 31        | 71        | 11         |